# Cagny (Calvados)
Cagny ist eine französische Gemeinde mit 2.075 Einwohnern (Stand: 1. Januar 2022) im Département Calvados in der Region Normandie; sie gehört zum Arrondissement Caen und zum Kanton Troarn.

## Geographie
Cagny liegt etwa fünf Kilometer ostsüdöstlich von Caen. Umgeben wird Cagny von den Nachbargemeinden Giberville im Norden und Nordwesten, Démouville im Norden, Banneville-la-Campagne im Norden und Nordosten, Émiéville im Osten, Frénouville im Süden und Südosten, Grentheville im Westen sowie Mondeville im Westen und Nordwesten.
Am Nordrand der Gemeinde verläuft die Autoroute A13, am Ostrand die Autoroute A813.

## Bevölkerungsentwicklung
| Jahr      | 1962 | 1968 | 1975 | 1982 | 1990 | 1999 | 2006 | 2013 |
| Einwohner | 710  | 1021 | 994  | 878  | 1650 | 1592 | 1503 | 1495 |

Quelle: INSEE

## Sehenswürdigkeiten
- Kirche Saint-Germain aus dem 14. Jahrhundert, seit 1913 Monument historique
- Reste der Priorei Notre-Dame-des-Moutiers, seit 1974 Monument historique
- Kapelle Notre-Dame-des-Sept-Douleurs
- Brunnen Sainte-Radegonde

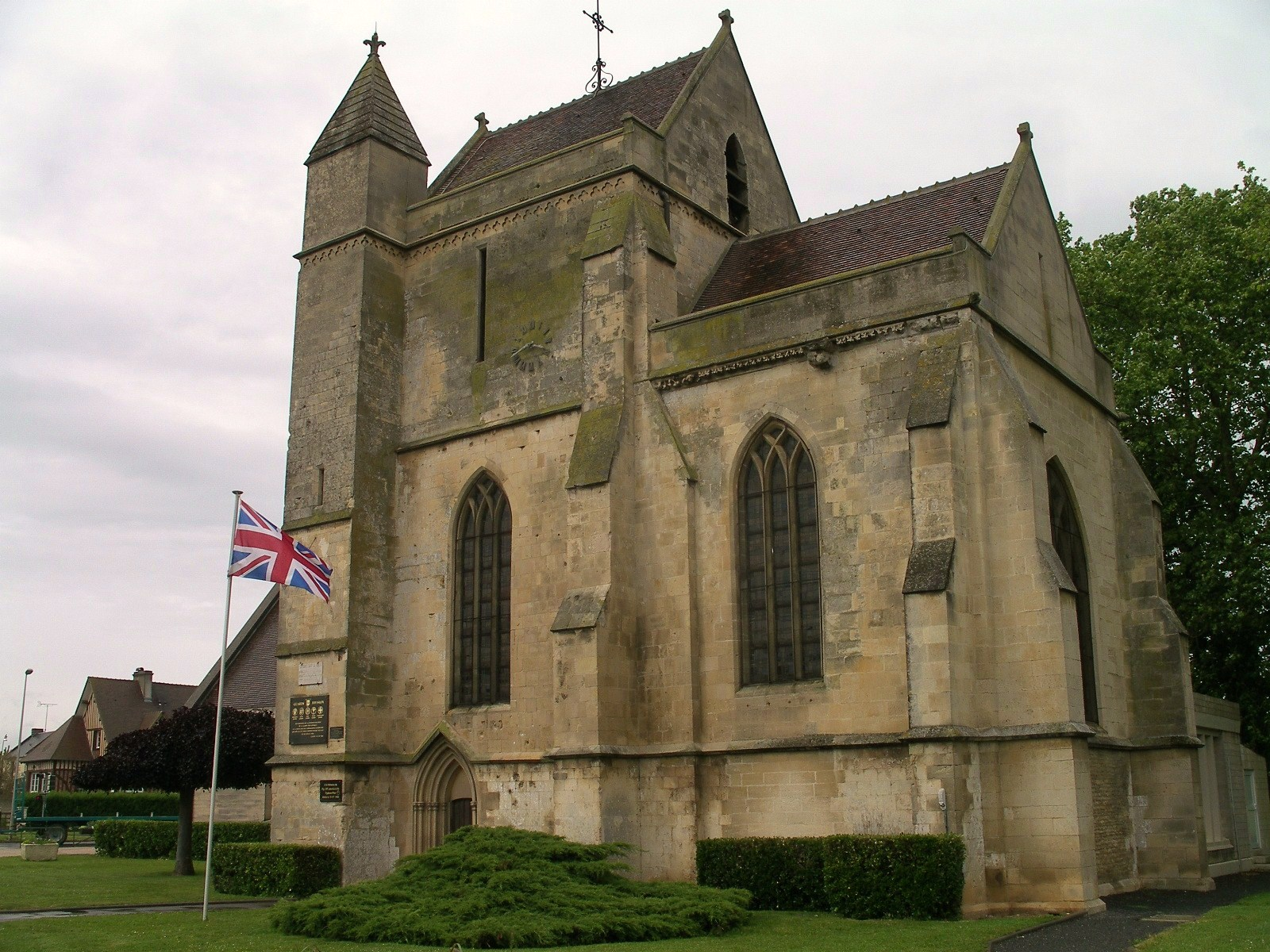
Kirche Saint-Germain
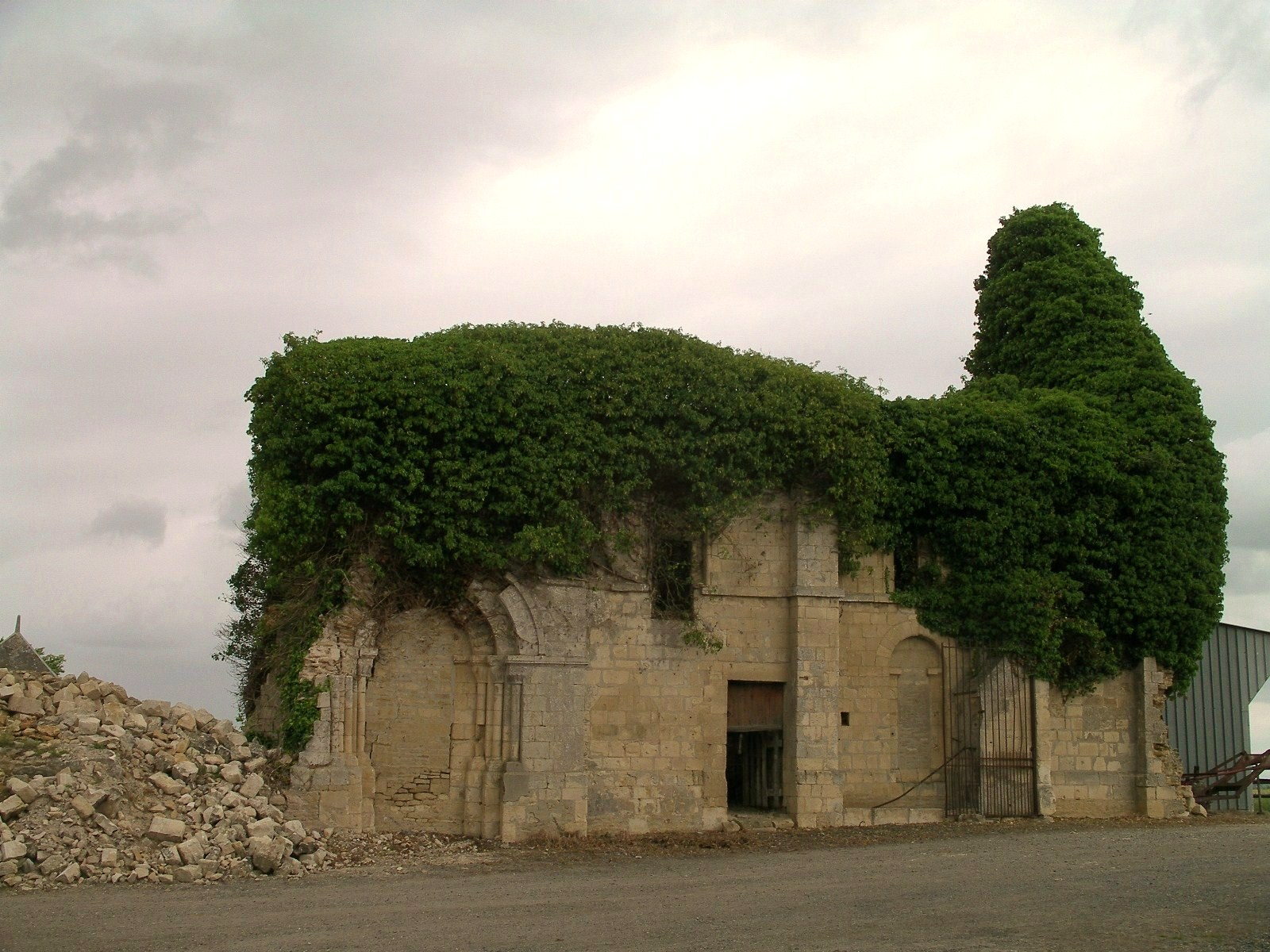
Ruinen der alten Priorei
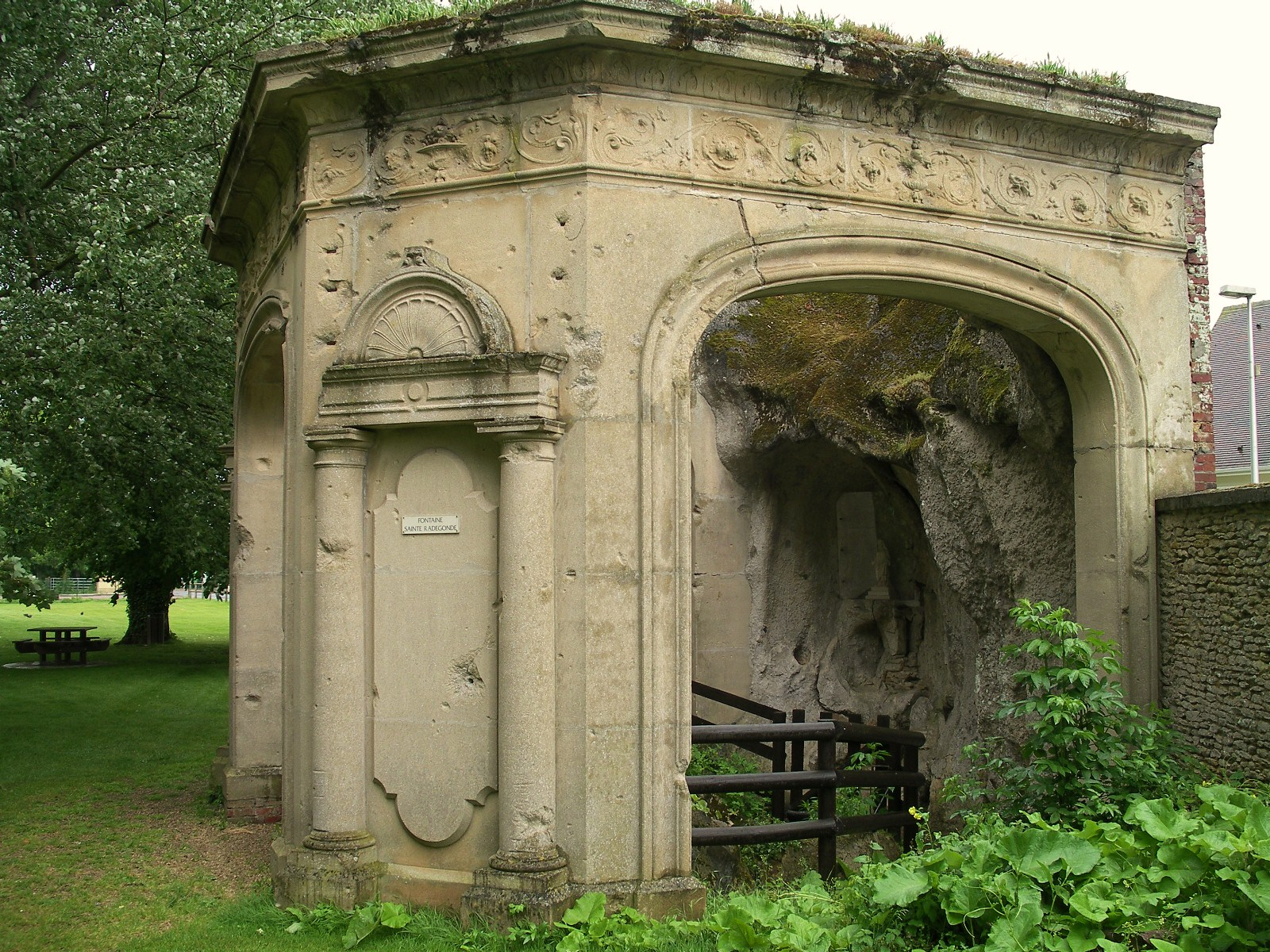
Brunnen Sainte-Radegonde

## Gemeindepartnerschaften
Mit der britischen Gemeinde Pirbright in Surrey besteht eine Partnerschaft.